# Volandia
Il Parco e Museo del Volo di Volandia è il più grande museo aeronautico italiano, nonché uno dei maggiori a livello europeo, con oltre 100 velivoli su una superficie complessiva che supera i 250.000 m², 60.000 dei quali al coperto. Il museo, situato a Somma Lombardo e adiacente all'Aeroporto di Milano-Malpensa, si sviluppa negli edifici delle storiche Officine Aeronautiche Caproni 1910.
Dalla sua fondazione, avvenuta nel 2010, il parco-museo si è arricchito di numerose collezioni e del Museo Flaminio Bertoni, spazio dedicato al genio e alle creazioni del designer varesino; ospita inoltre la Collezione Bertone, che raccoglie alcune tra le autovetture più celebri disegnate dalla carrozzeria torinese.
Il complesso si trova all'interno del Parco del Ticino.

## Storia

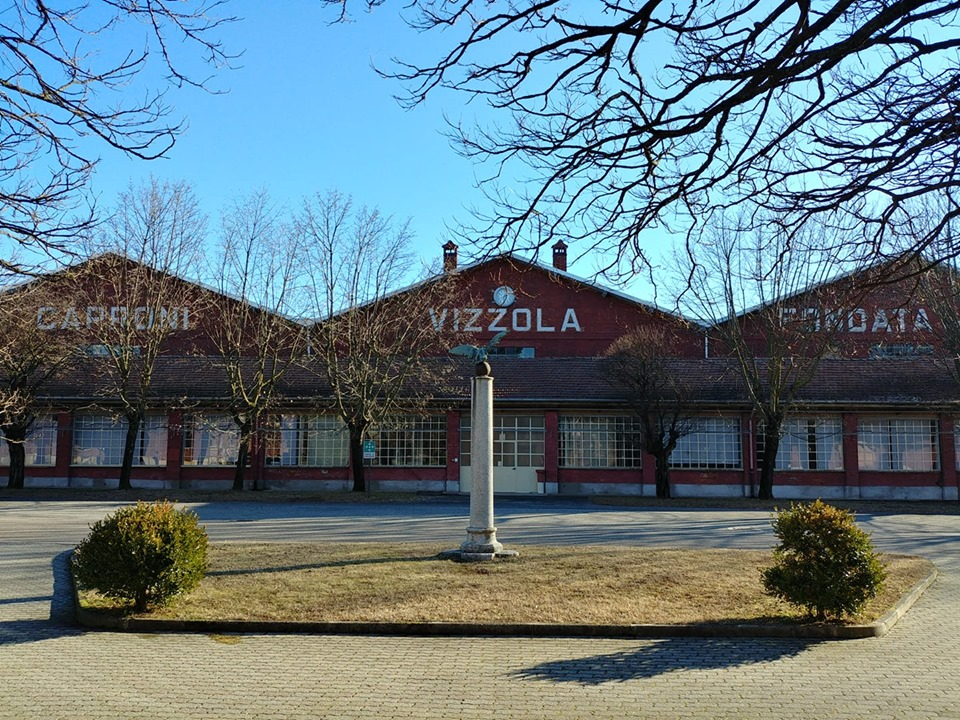
Piazzale interno di Volandia, con gli storici edifici delle Officine Caproni 1910.

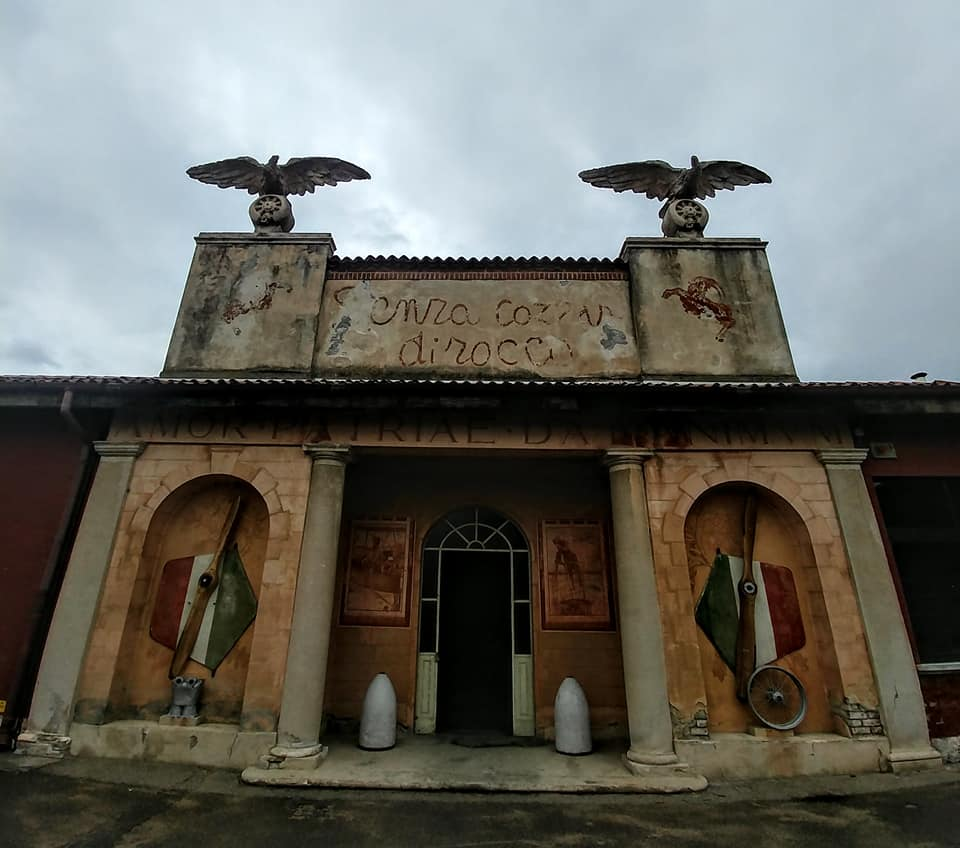
La cappella Caproni che reca il celebre motto: "Senza cozzar dirocco", coniato dal poeta Gabriele D'Annunzio.

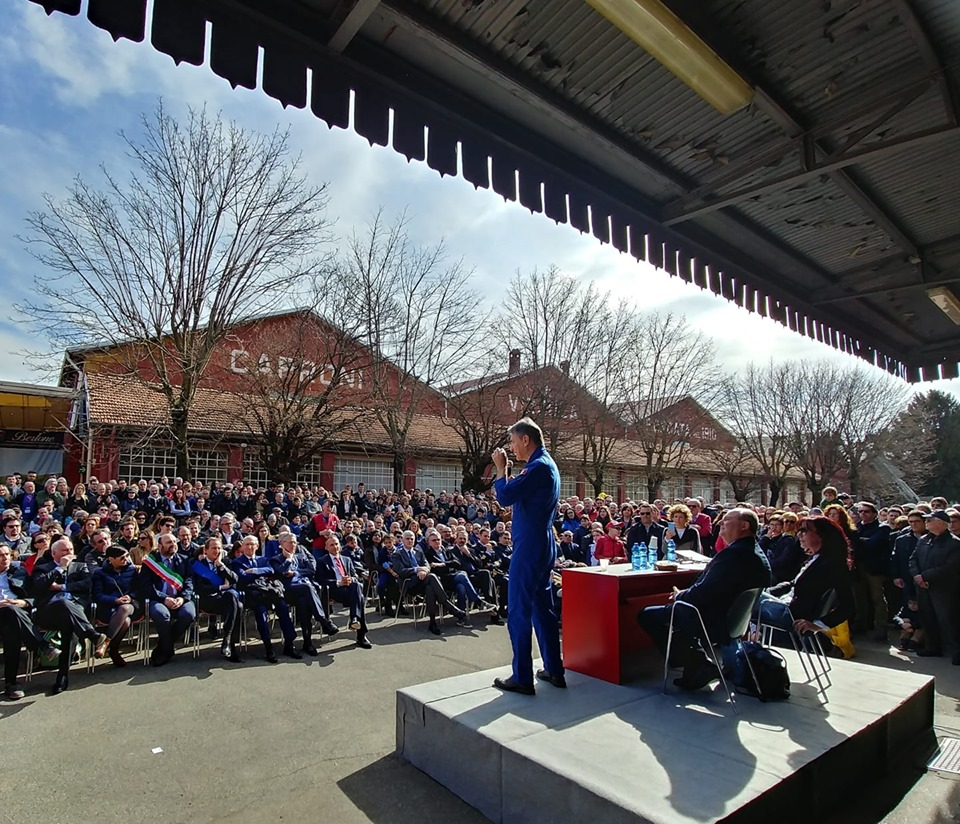
L'astronauta Paolo Nespoli alla presentazione del nuovo Padiglione dell'Astronomia e dello Spazio di Volandia.

Durante un convegno tenutosi presso il Castello Visconti di San Vito, a Somma Lombardo, l'11 novembre 2006, fu lanciato il progetto per la realizzazione di un grande museo dell'aeronautica da realizzarsi presso le ex Officine Caproni site a Vizzola Ticino (VA). Tale museo avrebbe dovuto ricordare la storia aeronautica delle industrie lombarde, come Caproni, SIAI-Marchetti di Sesto Calende, Aermacchi, Agusta, e della provincia di Varese. La sede prescelta si trovava nelle vicinanze dell'aeroporto di Milano-Malpensa, ed era facilmente raggiungibile da Milano. All'iniziativa ideata e proposta da Marco Reguzzoni, aderirono Amedeo Caporaletti, il Presidente del Consiglio Regionale della Lombardia Ettore Albertoni, numerosi sindaci, e manager dell'industria aeronautica come Carmelo Cosentino (CEO di Alenia Aermacchi) e Giuseppe Orsi (CEO di Agusta Westland), la contessa Maria Fede Caproni, il Conte Umberto e numerosi esponenti della famiglia Caproni e l'Aeronautica Militare Italiana.
Fu costituita la Fondazione Museo dell'Aeronautica, di cui divenne presidente Marco Reguzzoni, che provvide ad acquistare da AgustaWesland l'area delle ex officine Caproni, comprendenti magazzini e uffici. La realizzazione fu portata avanti con un impegno sottoscritto dalla Regione Lombardia, dalla provincia di Varese, e dai sindaci dei comuni di Cardano al Campo, Ferno, Lonate Pozzolo, Gallarate, Samarate, Somma Lombardo, Varese e Vizzola Ticino, e vennero messi a disposizione 9 milioni di euro sui 19 complessivamente necessari: la restante parte fu trovata sul mercato grazie al business plan basato sugli introiti da biglietti e sul lavoro di oltre 200 volontari.
Il Parco e Museo di Volandia venne aperto al pubblico l'8 maggio 2010. Già nel suo primo anno di vita, Volandia poteva contare su un patrimonio museale di oltre 30 velivoli e un migliaio di modellini in esposizione. Nel 2019 è stato presentato dal Presidente Marco Reguzzoni il nuovo piano di sviluppo che prevede 10 milioni di investimenti entro il 2029 e il raddoppio dell'area Museale .

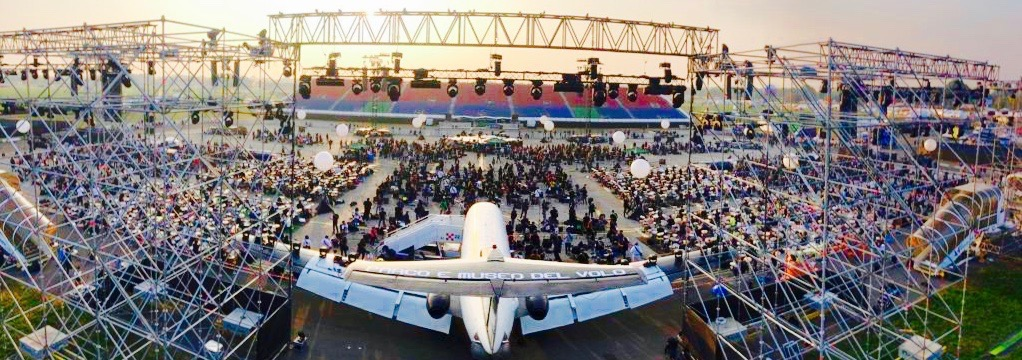
Yakovlev Yak-40 al Linate Air Show 2019

Nel 2012, a seguito dell’acquisizione di svariati modelli, tra cui il bimotore americano Douglas DC-3, venne inaugurata una nuova area espositiva di 4000 m² dedicata all’aviazione civile. Il Douglas DC-3 di Volandia è l’unico esemplare funzionante esposto al pubblico in Italia. 
Dal 2018 il museo ospita anche la collezione Bertone, un patrimonio composto da 76 vetture e comprendente veicoli di grande importanza come le Lamborghini Miura, Espada e Countach, una Lancia Stratos stradale, una Alfa Romeo Giulia SS, una Alfa Romeo Giulia Sprint, una Alfa Romeo Montreal e numerosi prototipi disegnati da Nuccio Bertone. Le automobili della carrozzeria torinese si aggiungono alle opere d’arte, alle autovetture e ai bozzetti di Flaminio Bertoni, altro celebre designer e artista italiano.
L'8 aprile 2017 venne inaugurato il Douglas DC-9 presidenziale, aereo sul quale viaggiarono numerosi Capi di Stato e di governo, tra cui il Presidente della Repubblica Sandro Pertini e Papa Giovanni Paolo II. Nel 2018 fu donato al parco-museo l'MD-80 I-Smel, primo esemplare di MD-80 della flotta Meridiana.
Nel 2019, in occasione del cinquantesimo anniversario del primo allunaggio, Volandia ha presentato, con la partecipazione dell'astronauta Paolo Nespoli, il nuovo padiglione dell'Astronomia e dello Spazio. Sempre nel 2019, durante il: "Linate Air Show" del 12 e 13 ottobre, Volandia ha esposto uno Yakovlev Yak-40 completamente restaurato, che ha trovato collocazione nell'area esterna del parco-museo.
Il 25 gennaio 2020 è giunto a Volandia un Lockheed F-104 Starfighter. L'esemplare, proveniente dal Luftwaffenmuseum di Berlino, è stato inaugurato ufficialmente l'8 febbraio 2020. Dal 4 luglio 2020 è conservato a Volandia anche il secondo prototipo dell'addestratore avanzato Aermacchi M-346 Master.

## Collezioni

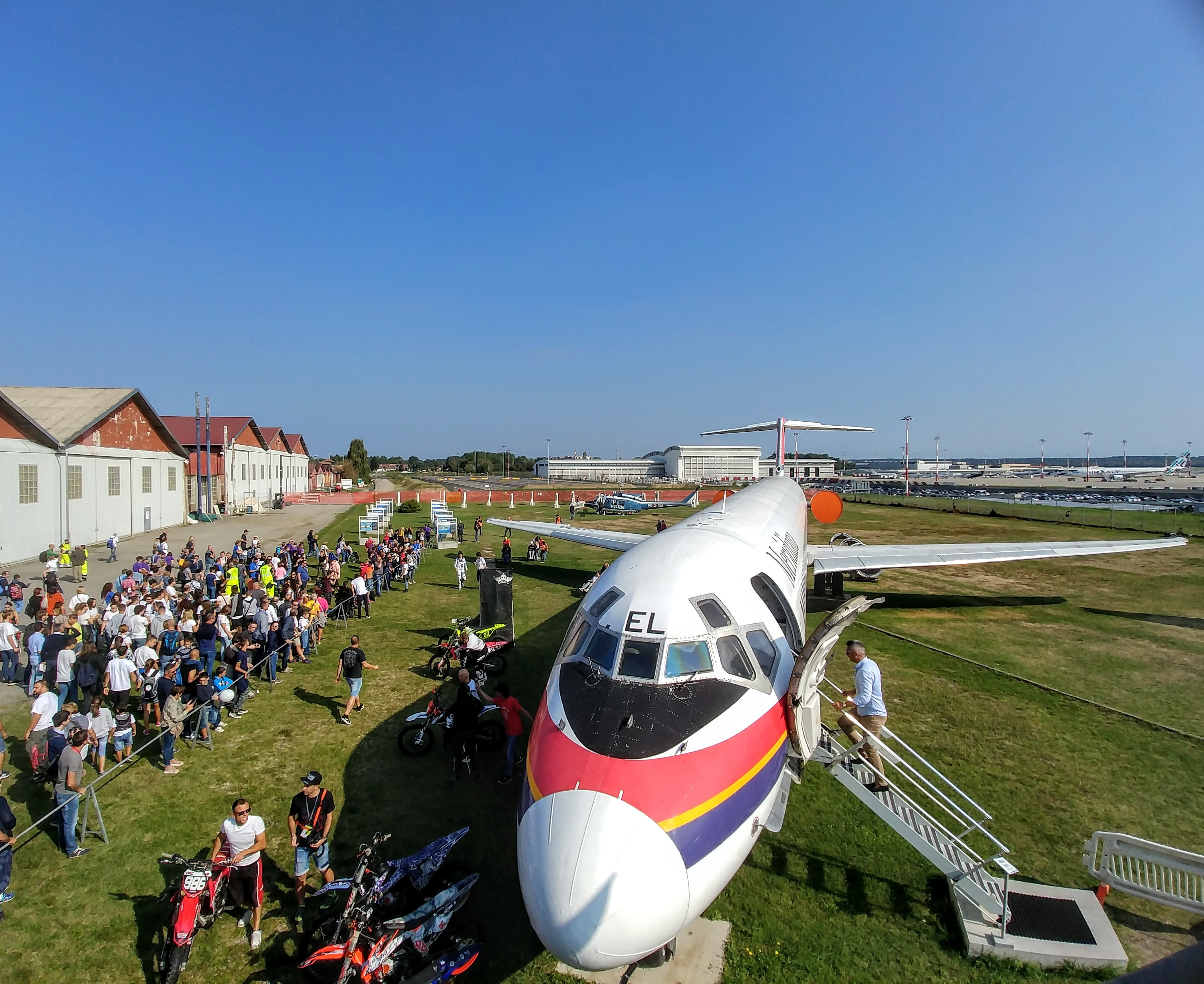
McDonnell Douglas MD-80 nell'area esterna del parco-museo.

L'intento iniziale del museo era quello di far conoscere la storia dell'aeronautica, con particolare attenzione alle aziende che hanno fatto la storia del volo in Italia, come la Caproni, l'Agusta, l'Aermacchi e la SIAI-Marchetti, tutte con sede nella Provincia di Varese. Con l'esposizione delle collezioni Bertoni e Bertone, che si focalizzano sull'automobile, e l'acquisizione di numerosi pezzi ferroviari e tranviari dell'ex Museo Ogliari, il museo ha assunto l’attitudine a spaziare sul mondo dei trasporti in generale.

### Patrimonio aeronautico
Il patrimonio museale aeronautico di Volandia approfondisce tutte le principali tematiche connesse al volo ad ala fissa e ad ala rotante, dall'aviazione civile a quella militare. Di notevole pregio e dimensione è anche il patrimonio elicotteristico.

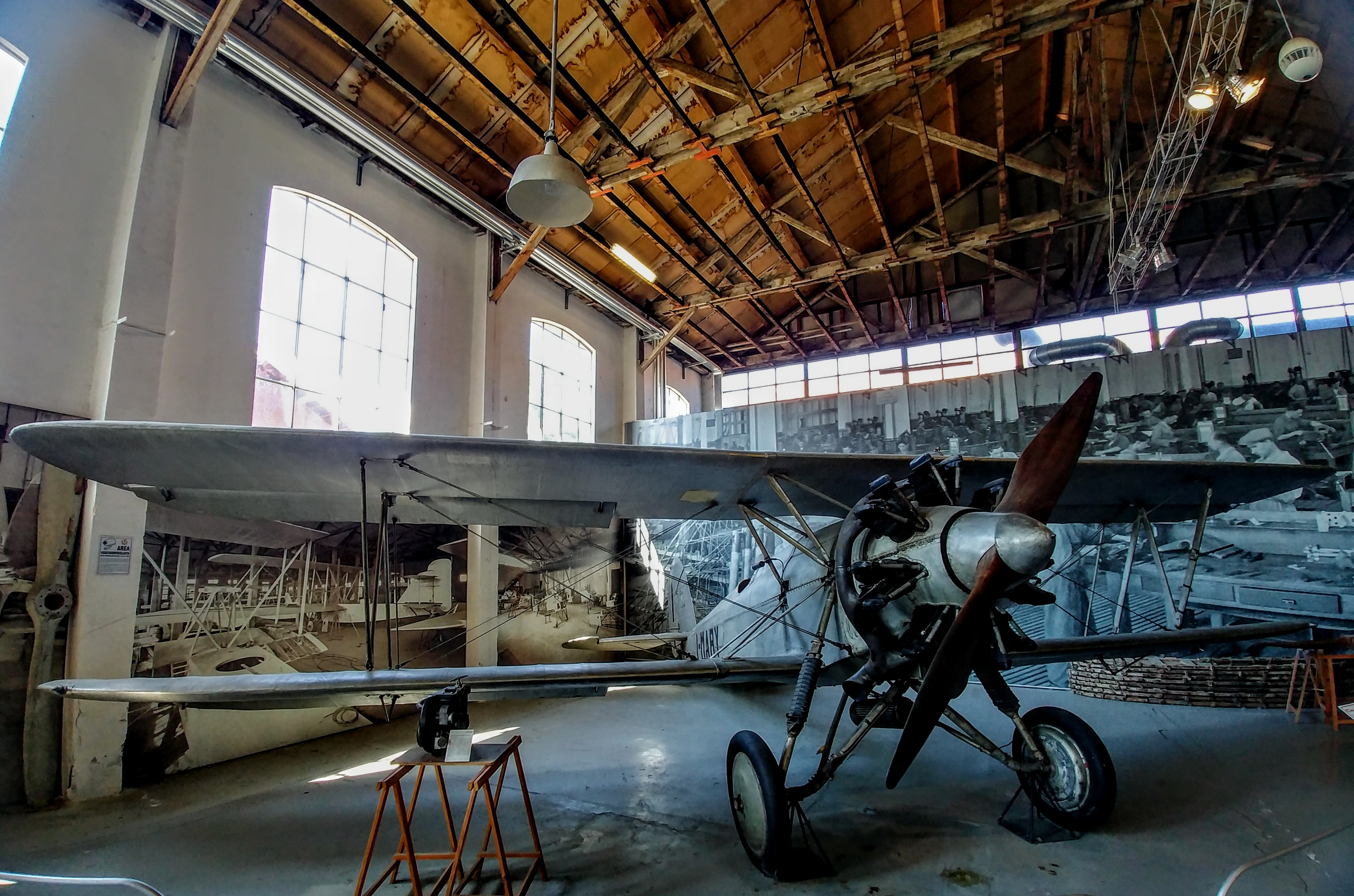
Il Caproni Ca.113 esposto al Parco e Museo di Volandia.

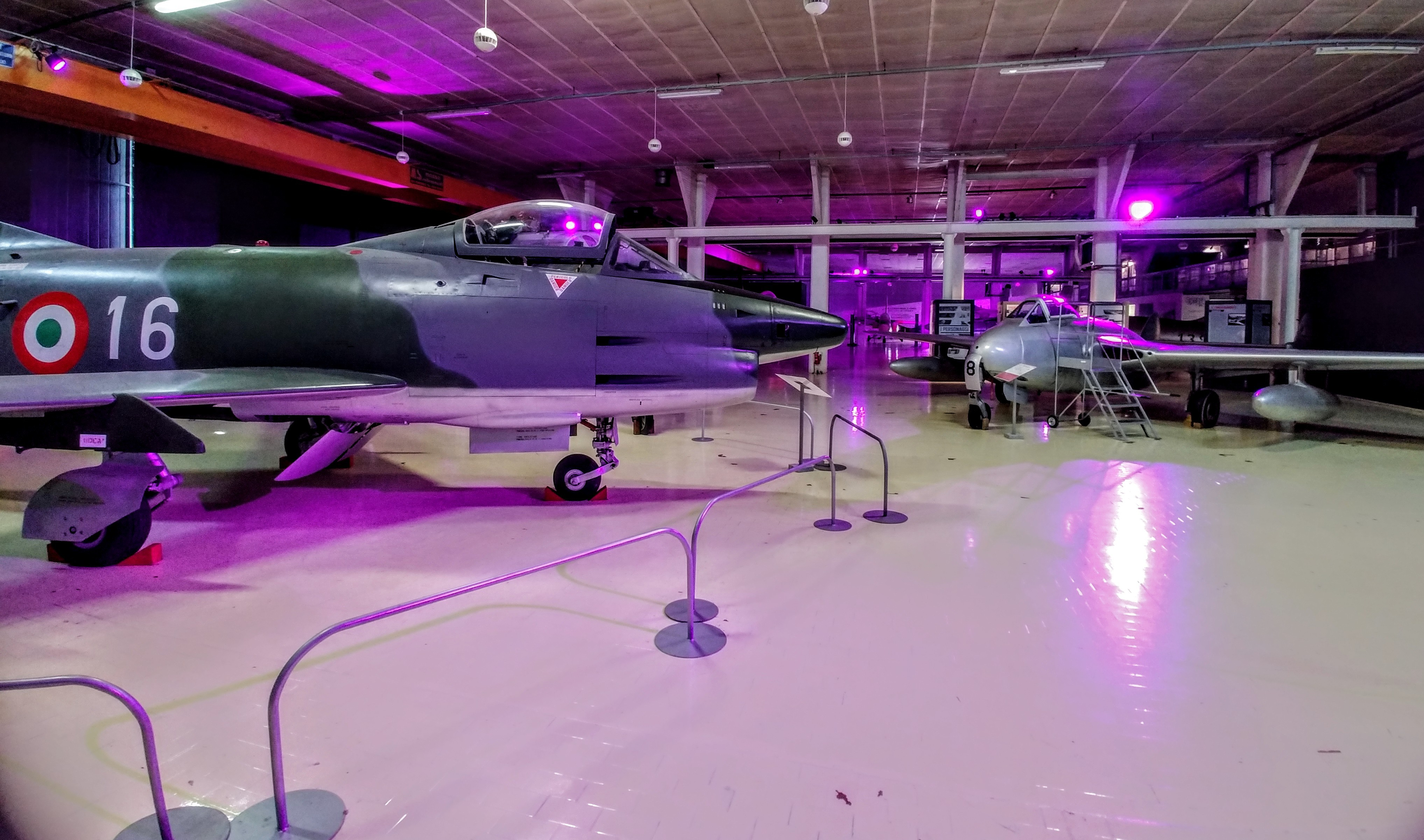
"Le Forme del Volo". In primo piano un Fiat G.91. Sullo sfondo il DH 100 - FB6 Vampire.

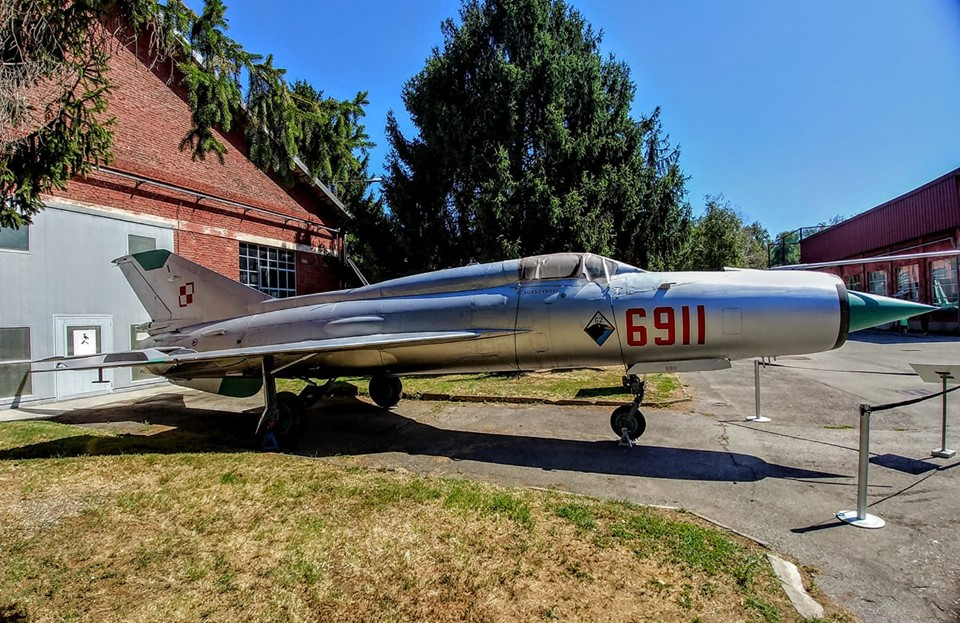
Mikoyan-Gurevich MiG-21 a Volandia.

Il museo conserva ed espone alcuni dei modelli più iconici della storia dell’aeronautica italiana, tra cui il pioneristico Caproni Ca.1, primo aeromobile a decollare dalla brughiera di Malpensa. Al periodo del consolidamento dell’arma aerea appartengono il Caproni Ca.18 (primo aereo di concezione nazionale ad equipaggiare interamente una squadriglia italiana) e il Caproni Ca.113, uno dei più celebri aerei acrobatici degli anni tra le due guerre. L'era del motore a reazione è riproposta attraverso il Fiat G.91 (primo aereo italiano ad equipaggiare le Frecce Tricolori), l’AMX Ghibli, gli addestratori MB-326 e MB-339, i 3 prototipi di SIAI-Marchetti S-211 e l'addestratore avanzato Aermacchi M-346 Master, prodotto di punta della divisione velivoli di Leonardo. Numerosi anche gli esemplari di progettazione non italiana, come i MiG-15 e MiG-21, gli F-84F, F-86K e F-104G, il Jet Provost e il DH.100 Vampire.
La storia e lo sviluppo dell'aviazione commerciale sono rappresentati dagli esemplari di Douglas DC-3 Dakota, McDonnell Douglas MD-80 e Fokker F27, aeromobili di maggior successo commerciale delle rispettive epoche. Di significativo valore storico è il Douglas DC-9 della Presidenza della Repubblica italiana. Su questo aeromobile, in forza al 31º Stormo dell’Aeronautica Militare, viaggiarono il Presidente della Repubblica Sandro Pertini, Papa Giovanni Paolo II e altri Capi di Stato e di governo. L'aereo trasportò inoltre, dall'aeroporto di Bologna a quello di Parigi, il feretro del campione di Formula 1 Ayrton Senna, morto in seguito a un incidente nel Gran Premio di San Marino 1994. Dal 2019, nell'area esterna di Volandia è presente anche un esemplare del trimotore a getto Yakovlev Yak-40.
Nella sezione del museo dedicata all'ala rotante sono conservati elicotteri italiani e stranieri. Una particolare attenzione è riservata ai modelli di casa Agusta. Tra questi, l'AB.47 G3B1, in forza all’Arma dei Carabinieri dal 1966 al 1977, l'A.109 A-II, che permise alla Guardia di Finanza di conseguire per la prima volta la capacità operativa notturna, un AgustaWestland AW129 "Mangusta" dell'Aviazione dell'Esercito, l’AW139 e gli AB.204 e AB.206-A1. Uno spazio ad hoc è riservato al convertiplano AgustaWestland AW609, velivolo progettato e costruito per ottenere una sintesi efficace tra la versatilità operativa dell'elicottero e i vantaggi propri dell'aeroplano.

### Collezione Bertone

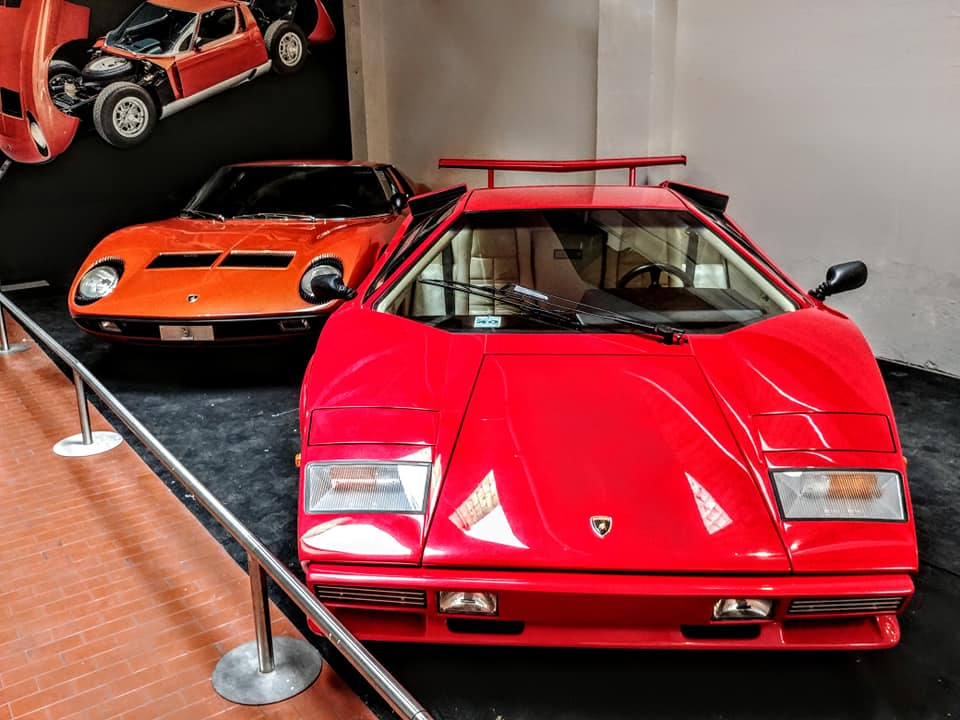
Lamborghini Miura e Lamborghini Countach della Collezione Bertone.

Acquistata dall’Automotoclub Storico Italiano nel 2015, dal 2018 la Collezione Bertone è conservata nell'omonimo padiglione di Volandia. La collezione comprende 76 automobili - oltre ad una motocicletta e una bicicletta - disegnate dal designer torinese Nuccio Bertone e dai suoi collaboratori. Fra i modelli esposti, una Lamborghini Miura S del 1967, una Alfa Romeo Giulia SS del 1963 e la Lancia Stratos HF, protagonista di una notevole serie di successi sportivi. Di notevole interesse anche i prototipi come la Porsche Karisma, la Ferrari 308 GT4 Rainbow, l'Aston Martin Rapid Jet, le due Jaguar PU99 e la Bertone Birusa.

### Museo Bertoni

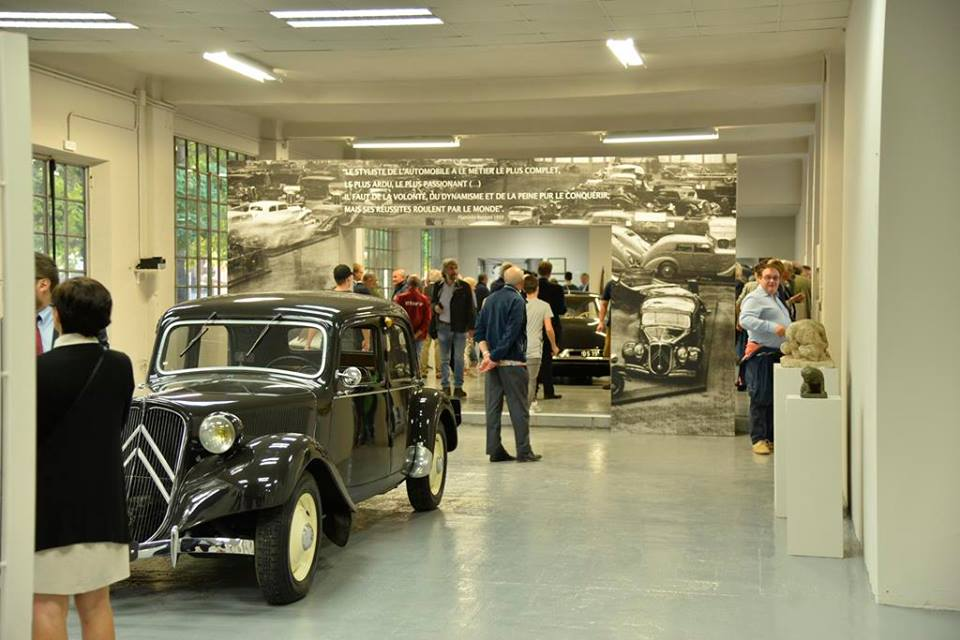
Il Museo Flaminio Bertoni.

Il Museo Flaminio Bertoni raggruppa gran parte della produzione creativa ed intellettuale del designer varesino, considerato uno dei più grandi stilisti dell’auto di sempre. Oltre alle tre più celebri vetture disegnate da Bertoni (la Citroën Traction Avant del 1934, la Citroën 2CV del 1948 e la Citroën DS del 1955), il museo comprende anche numerose sculture e bozzetti dell’artista.

### Collezione Piazzai
La Collezione Piazzai riunisce più di 1200 modelli in scala che ripercorrono la storia dell’aeronautica mondiale dagli albori del volo pionieristico agli aeromobili di più recente progettazione.

### Museo Ogliari
Un'area esterna di Volandia raccoglie numerosi pezzi, in particolare treni e tram, provenienti dall'ex Museo Ogliari.

## Padiglioni

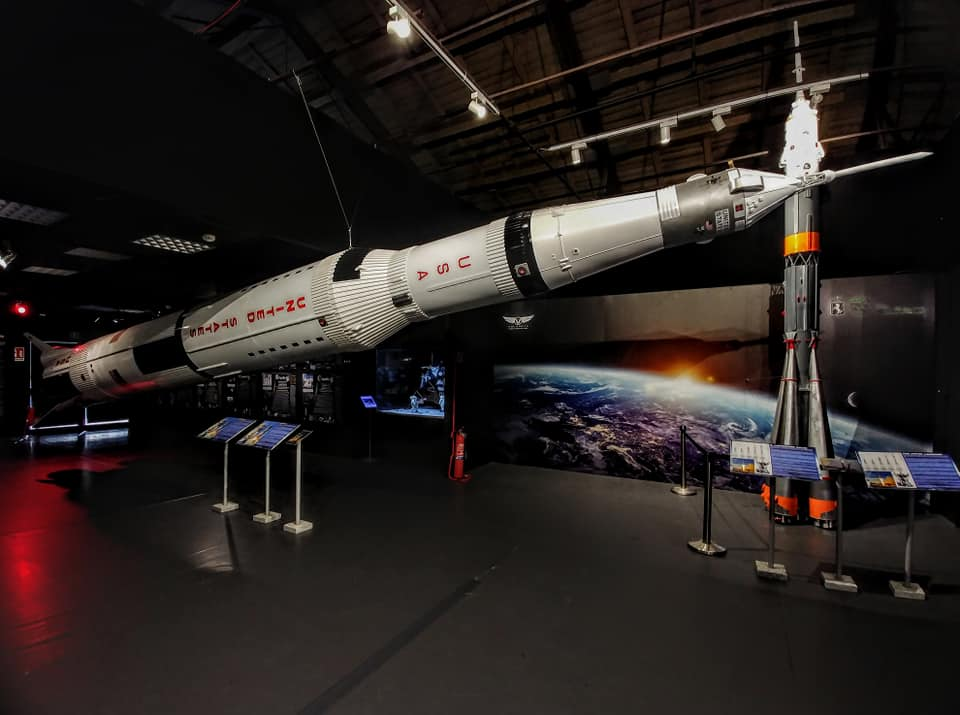
Riproduzioni del lanciatore Saturno V e del vettore Sojuz esposte nel padiglione dell'Astronomia e dello Spazio.

- Padiglione dell’Astronomia e dello Spazio: area che ripercorre la storia e lo sviluppo delle esplorazioni spaziali, dalle prime osservazioni della Luna di Galileo nel 1609 alle recenti missioni internazionali. Il padiglione è provvisto di un planetario dotato di un performante proiettore e filmati FullDome; in esso sono collocate le riproduzioni, in scala 1:10, del lanciatore Usa Saturno V e della Sojuz, vettore ancora oggi utilizzato per rifornire di materiale e di uomini la Stazione spaziale internazionale. Sono anche esposti 30 modellini, in scala 1:144, che raccontano 70 anni di lanci nello spazio[10]. L'allestimento è stato studiato per permettere una fruizione interattiva del padiglione.
- Le Forme del Volo: presentazione delle varie forme del volo (volo a vela, ala fissa, ala rotante). Sul percorso espositivo si susseguono vari apparecchi e velivoli dell’industria aeronautica varesina e lombarda.
- Il primo volo a Malpensa: sezione dedicata al Caproni Ca.1, corredato da un allestimento che riproduce l’ambientazione del primo - ed unico - volo del pionieristico aereo di casa Caproni.
- Officina Caproni: ricostruzione dell'officina della prima azienda aeronautica italiana, nata agli inizi del XX secolo.
- Ala fissa: esposizione cronologica e tematica, dai primi velivoli ad elica fino ad arrivare ai moderni aerei con motore a reazione. Dal volo in mongolfiera, alle grandi imprese con il Blériot XI e il Gabardini Idrovolante.L'area del museo dedicata ai simulatori di volo.

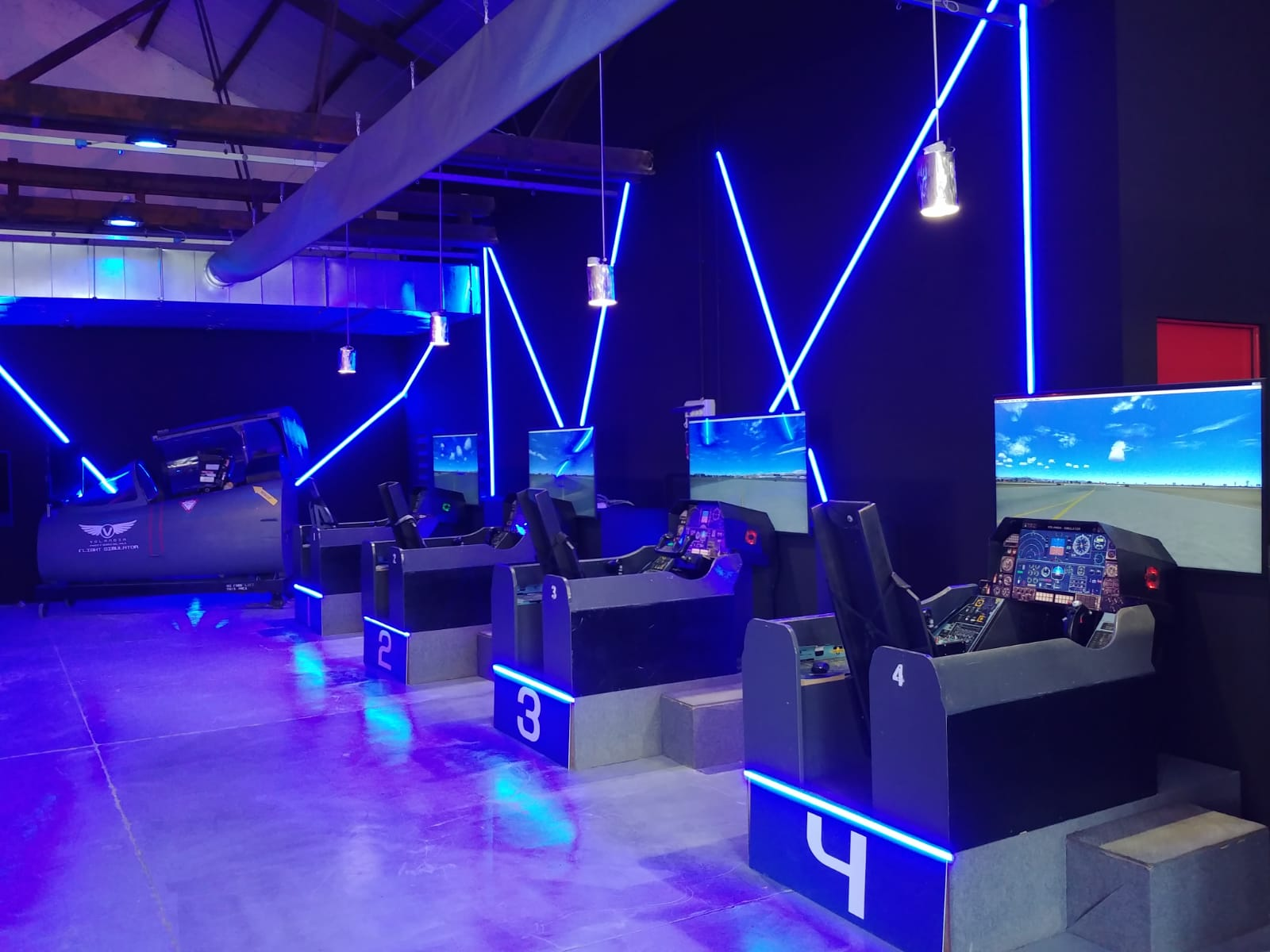
L'area del museo dedicata ai simulatori di volo.

- Ala rotante: sezione che si focalizza sull'impiego dell’elicottero in ambito civile e militare, dai più piccoli Autogyro ai grandi elicotteri dell’Esercito e della Marina.
- Area giochi esterna
- Area giochi interna
- Area simulatori: Zona dedicata alla simulazione del volo. Dodici simulatori - quattro per under 12 e 6 per over 12 - che permettono di sperimentare l’esperienza del volo a bordo di celebri velivoli come il bombardiere della prima guerra mondiale Caproni Ca.33, l’addestratore militare MB-339 e l’elicottero AW 139.
- Area Piazzai
- Area Droni: Spazio gestito dall'associazione GULLP[11] che comprende una parte espositiva e un vero e proprio "LAB" dedicato allo studio, alla progettazione e alla realizzazione di velivoli UAV/Droni e in generale di progetti legati al volo e alle nuove tecnologie.
- Il futuro del volo: padiglione dedicato alla storia dell'AgustaWestland e al convertiplano AW609.

## RC Off Road Volandia

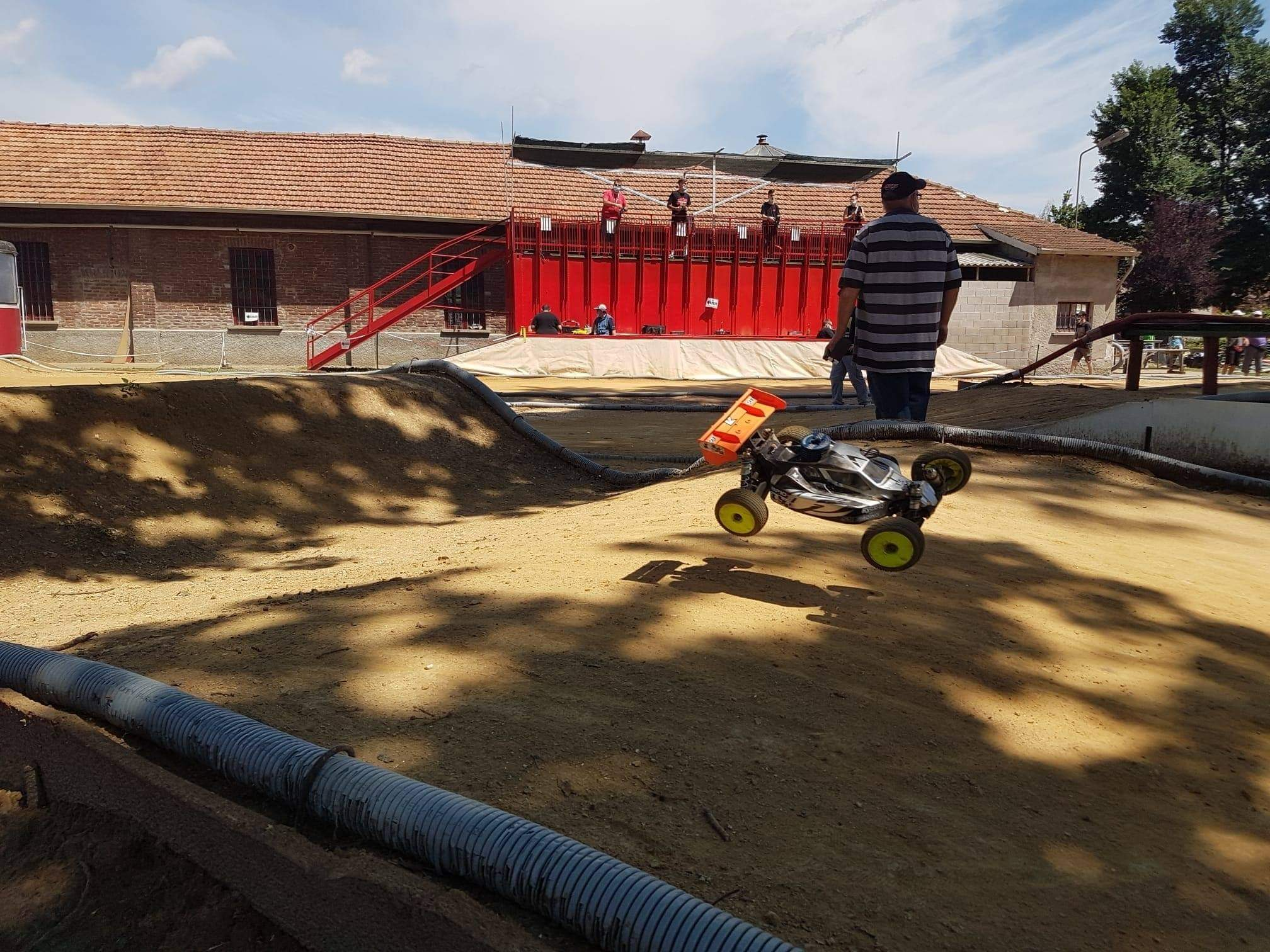
La pista RC Off Road di Volandia durante una competizione di dune buggy.

In corrispondenza dell'ingresso di Volandia si trova la pista RC Off Road Volandia, tracciato riservato agli automodelli a scoppio ed elettrici in scala 1:8 (dune buggy).
La pista - l'unica in provincia di Varese - copre una superficie di circa 1500 metri quadrati e consente a circa 10 piloti di sfidarsi contemporaneamente.

## Volandia come set
Il Parco e Museo del Volo di Volandia ha fornito l'ambientazione per la realizzazione del singolo Volare del cantante italiano Fabio Rovazzi, brano che ha visto anche la partecipazione vocale di Gianni Morandi. Nel video appaiono numerose star del mondo della musica, dello sport, della televisione e del web.. Il parco-museo era già stato scelto dallo youtuber di Lambrate anche per il suo precedente singolo, Tutto molto interessante.
Volandia è stata anche la location dell'anteprima dell'album "Scatola nera" dei rapper italiani Gemitaiz e MadMan.